# Bruder Sparer und Bruder Vertuer

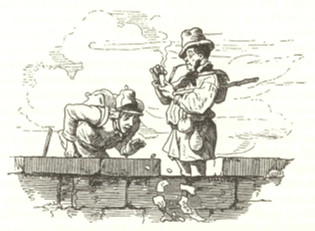
Holzschnitt, Ludwig Richter

Bruder Sparer und Bruder Vertuer ist ein Schwank. Er steht in Ludwig Bechsteins Deutsches Märchenbuch an Stelle 68 (1845 Nr. 75).

## Inhalt
Zwei Brüder, ein Schuster und ein Schneider, wandern zusammen. Der Schuster kauft gern Tabak und Schnaps, der Schneider spart dann jedes Mal einen gleichen Betrag für sich. Als sie wieder ums Sparen und Vergeuden streiten, legt der Schneider sein über ein Jahr gespartes Geld aufs Brückengeländer. Ein Windstoß fegt es hinab. Der Schuster fragt: „Na, Bruder Sparer, wieviel hast du nun?“ – „Soviel wie Duhuhuhuhu! Soviel wie Duhuhuhuhu!“, heult der Schneider.

## Herkunft
Bechstein notiert „Mündlich“, die Quelle ist unklar. Der Text beginnt wie etwa Bechsteins Schneider Hänschen und die wissenden Tiere oder Grimms Der Faule und der Fleißige, die Pointe nicht vermuten lassend. Der Scherz, dass der Wind den mageren Schneider fast weg weht, ist wie in Der Riese und der Schneider.